# Icono 14
ICONO 14 es una revista científica española, con periodicidad semestral de acceso abierto cuya temática abarca la comunicación en sus distintas áreas bajo la perspectiva de las tecnologías de la información y comunicación, y las tecnologías emergentes. Publica estudios en español, portugués e inglés.

## Historia
La revista comenzó a editarse en 2003 por la Asociación Científica de Investigación de las Nuevas Tecnologías de la Comunicación - Icono14, asociación profesional no lucrativa, que colabora con diferentes centros y universidades, bajo la dirección editorial del catedrático Francisco García García de la Universidad Complutense de Madrid y el profesor Manuel Gértrudix Barrio de la Universidad Rey Juan Carlos.
Desde sus inicios, ha publicado 600 artículos con temáticas, autores y lectores internacionales y latinoamericanos. Se encuentra indexada en diferentes bases de datos, directorios, plataformas de evaluación de revistas, hemerotecas, buscadores de literatura Open Access y portales especializados. Gestiona los manuscritos a través de la plataforma Open Journal Systems 3.0 y utiliza el sistema antiplagio Crossref Similarity Check.

## Estructura de la revista
La revista estructura sus artículos en cuatro secciones:
- Monográfico
- Artículos de investigación
- Innovación Teórica
- Estudios de replicación
- Reseñas y revisiones críticas

## Índices de calidad
Es accesible en diferentes formatos (ePub, pdf, html, xml) y sus publicaciones poseen licencia Creative Commons CC-By.
La revista Icono 14 Está posicionada en índices internacionales de calidad de revistas científicas. Para la Clasificación Integrada de Revistas Científicas (CIRC) está posicionada en la categoría B para Ciencias Sociales y C para Ciencias Humanas.
Desde 2019 cuenta con el sello de calidad de la Fundación Española para la Ciencia y la Tecnología (FECYT) (número de certificado FECYT-359/2019) en Revistas de Comunicación, Información y Documentación científica Cuartil C2 Revista 5 de 16. Puntuación: 26,85.
Dentro de índice de citas elaborado por Clarivate Analytics, Web of Science Core Collection, está catalogada como Emerging Sources Citation Index.

## Métricas de revista
2022
- Web of Science Group : No disponible
- Índice h de Google Scholar: 5
- Scopus: 1.028